# Мигачев, Борис Сергеевич
Борис Сергеевич Мигачев — советский учёный, доктор технических наук, профессор.

## Биография
Родился в 1933 году. Член КПСС.
С 1956 года — на хозяйственной, общественной и политической работе. В 1956—2010 гг. — начальник строительства, начальник Московского центра стандартизации и метрологии, генеральный директор Российского центра испытаний и сертификации, заместитель председателя комиссии по качеству продукции промышленных предприятий Москвы, научный руководитель государственного образовательного учреждения дополнительного профессионального образования «Академия стандартизации, метрологии и сертификации (учебная)».
С 1986 по 1991 год — Сопредседатель Государственной комиссии СССР по приемке продукции и контролю качества
Живёт в Москве.